# 大原正裕
大原 正裕（おおはら まさひろ）は、元エピックレコードジャパンの部長・音楽プロデューサーであり、Crystal Kayを現在のR&Bスタイルに導いたディレクター。他に無名だったCHARAを発掘した。慶應義塾大学卒業。2004年にはアーティストマネジメント会社である有限会社スターチャイルドプロダクションを設立。同時にエピックレコードジャパンを退社、フリーランスのディレクターに転向。2006年現在はCHARA、Lyrico、Wyolicaなどのディレクターを務める。